# Cary Guffey
Cary Guffey (n. 10 mai 1972, Georgia, SUA) este un fost actor-copil american. Este cel mai notabil pentru rolul lui Barry Guile (debut actoricesc) în filmul Întâlnire de gradul trei din 1977.

## Biografie
Guffey s-a născut în Douglasville, Georgia, debutând în 1977 în filmul Întâlnire de gradul trei la vârsta de 3 ani. În 1979 apare în filmul italian Un șerif extraterestru și în continuarea acestuia din 1980 Toate mi se întâmplă numai mie, ambele cu Bud Spencer. Guffey a apărut ultima oară pe ecran în miniserialul TV din 1985 Nord și Sud.

## Filmografie
| Film        | Film                           | Film                           | Film                                                                  |
| An          | Film                           | Rol                            | Note                                                                  |
| ----------- | ------------------------------ | ------------------------------ | --------------------------------------------------------------------- |
| 1977        | Întâlnire de gradul trei       | Barry Guiler                   |                                                                       |
| 1979        | Un șerif extraterestru         | H7-25 - copil extraterestru    | Alt titlu: The Sheriff and the Satellite Kid sau E.T. and the Sheriff |
| 1980        | Toate mi se întâmplă numai mie | H7-25 (men. ca Charlie Warren) | Alt titlu: Why Did You Pick on Me?                                    |
| 1983        | Cross Creek                    | Floyd Turner                   |                                                                       |
| 1983        | Stroker Ace                    | Little Doc                     | Alt titlu: Stand on It                                                |
| 1984        | The Bear                       | Grandson Marc                  |                                                                       |
| 1984        | Night Shadows                  | Billy                          | Alt titlu: Mutant                                                     |
| Televiziune |                                |                                |                                                                       |
| An          | Titlu                          | Rol                            | Note                                                                  |
| 1983        | Chiefs                         | Billy Lee                      | Miniserial                                                            |
| 1985        | Poison Ivy                     | Timmy Mezzy                    | Film TV                                                               |
| 1985        | North and South                | Young Billy Hazard             | Miniserial                                                            |

## Legături externe
- Cary Guffey la Internet Movie Database
- Cary Guffey la Allmovie